# Chung Fa Dagblad
Chung Fa Dagblad of Chung Fa Ngit Pao is een van de twee Chineestalige kranten van Suriname. De andere Chineestalige krant heet Kong Ngie Tong Sang Dagblad en heeft een langere geschiedenis. De krant bestaat er om Chinese Surinamers die geen Nederlands kunnen lezen, te informeren over het nieuws van Suriname en zo uit hun sociaal isolement te halen. Chung Fa Dagblad bestaat sinds 1982 en wordt gefinancierd door Chung Fa Foei Kon. Het perskantoor is gevestigd in het verenigingshuis van Chung Fa Foei Kon aan de Keizerstraat 42 in Paramaribo.
De krant geeft nieuws weer over Suriname en China. De site van het Dagblad geeft dagelijks nieuws weer.